# Колобовка (Волгоградська область)
Колобовка (рос. Колобовка) — село у Ленінському районі Волгоградської області Російської Федерації.
Населення становить 831 особу. Входить до складу муніципального утворення Колобовське сільське поселення.

## Історія
Село розташоване у межах українського історичного та культурного регіону Жовтий Клин.
Згідно із законом від 14 лютого 2005 року № 1004-ОД органом місцевого самоврядування є Колобовське сільське поселення.

## Населення
| 2010 | 2012 | 2013 | 2014 | 2015 | 2016 | 2017 |
| ---- | ---- | ---- | ---- | ---- | ---- | ---- |
| 862  | ↗870 | ↗871 | ↘870 | ↘861 | ↘828 | ↗831 |